# Do Your Own Thing
"Do Your Own Thing" (en español Haz Tu Propia Cosa) es una canción de la cantante, actriz y compositora americana Raven-Symoné, grabada para la banda sonora The Cheetah Girls 2, de la película homónima.
La canción habla sobre que uno no debe ser como los demás, que cada quien debe ser como él quiera y que eso es hermoso.
En la película de The Cheetah Girls 2, se puede escuchar la canción cuando todas las cheetahs están "enredadas" con sus propias actividades y no se concentran en el festival, a excepción de Galleria (Raven-Symoné).